# استخاره‌های محمدعلی‌شاه

استخاره برای به توپ بستن مجلس

استخاره‌های محمدعلی‌شاه مجموعه استخاره‌هایی است که محمدعلی‌شاه قاجار در طول حکمرانی خود از میرزا ابوطالب زنجانی درخواست کرده و از او جواب گرفته‌است.

## مقدمه
استخاره در لغت به معنای بهترین خواستن و خیر خواستن از خدا است. با اینکه اعمال خلاف رضای خدا در زندگی پادشاهان قاجار به‌خصوص مظفرالدین شاه و محمدعلی شاه بسیار وجود داشته، اعتقاد عجیبی به استخاره داشتند سید حسین بحرینی روحانی مورد اعتماد و اطمینان مظفرالدین شاه بود و او در کارهای مختلف حتی در مسائل ساده روزانه از وی درخواست استخاره می‌کرد و معمولاً عین الدوله پشت سر شاه می‌ایستاد و بحرینی بعد از نگاه کردن به قرآن سرش را بالا می‌کرد و به صورت او نگاه می‌کرد که چه بگوید.
میرزا ابوطالب زنجانی روحانی دربار محمدعلی شاه و طرف اعتماد او بود و استخاره‌های محمدعلی شاه را جواب می‌داد.

## استخاره به توپ بستن مجلس
بر طبق اسناد منتشر شده، به توپ بستن مجلس، دستور شخص تزار یا مقامات طراز اول نظامی پترزبورگ بود. چون آنها مجلس را لانه انگلیسی‌ها می‌دانستند. اسنادی هم به دست آمده که نشان از دستورات صریح مقامات نظامی روسیه تزاری دارد. ولی شاه استخاره کرده که من مجلس را به توپ ببندم یا نبندم. در پشت پاکت دربسته، جواب استخاره نوشته شده و جواب استخاره هم خوب آمده بود. ولی استخاره‌های دیگری هم در دست است که نشان می‌دهد که جواب استخاره، بد آمده و شاه آن کار را انجام داده و یا جواب خوب آمده و شاه آن را انجام نداده است. به هر حال، این استخاره‌ها نشان دهنده این است که شاه به شدت در تردید بوده و راه علاجی می‌جسته است. همین استخاره گرفتن، نشان از تردید محمد‌علی‌شاه داشته است. چون به توپ بستن، کار آسانی نیست. تعداد زیادی از مردم کشته می‌شوند و جوابگویی‌‌اش کار سختی است. اما لیاخوف، فرماندار نظامی تهران که خودش روس بوده  به پایتخت روسیه تزاری گزارش می‌دهد که من فرمان به توپ بستن را خودم دادم که مبادا فرماندهان ایرانی قزاق‌خانه، وطن‌پرستی‌شان مانع از این شود که دستور شلیک به مجلس بدهند. به هر حال، اسناد نشان می‌دهد که محمد‌علی‌شاه در این مورد خیلی تردید داشته است. نیت شاه برای استخاره این بوده که به توپ بستن مجلس به خیر من هست یا نه؟! جوابش هم قهر و غلبه آمده، یعنی اگر این کار را انجام دهی، پیروز می‌شوی. بعضی‌ها مدعی این هستند که استخاره کننده نیت شاه را می‌دانسته و در پاکت استخاره باز بوده، اما این مطلب به کلی مردود است. زیرا محمد علی‌شاه می‌دانست که با آن همه دشمن که او را احاطه کرده‌اند، شناخت دوست و دشمن در آن معرکه دشوار بود و هرگز چنین استخاره مهمی را در پاکت درباز به دست کسی نمی‌داد.

## استخاره‌های محمد علی‌شاه

استخاره برای عزل وزرا

مرات الممالک که بعد از خلع محمدعلی شاه، این استخاره‌ها را بدست آورده بود. بعد از ۴۴ سال این نوشته‌ها از طریق مهندس مرآت در اختیار احمد توکلی قرار گرفته و او آن‌ها را در مجله یادگار که عباس اقبال آشتیانی مدیر مسئول آن بود، منتشر کرد.
این مجموعه شامل ۲۰ برگ با رنگ‌های متفاوت است که بر روی هر یک استخاره‌ای نوشته شده و پاسخ آن در زیر برگ یا در روی پاکت جواب داده شده است، پاکت‌ها مهر و امضای محمدعلی شاه را دارد.
تمام جواب‌ها بجز یکی، توسط سید ابوطالب زنجانی نوشته شده‌است.
در پشت این کتابچه به خط و امضای  غلامحسین خان صاحب اختیار غفاری کاشانی چنین نوشته شده است: این استخاره‌ها که در این کتابچه جمع شده تمام خط  محمدعلی‌شاه و جواب‌ها خط  ابوطالب مجتهد زنجانی است تردیدی برای هیچکس نیست.

## نمونه‌ها
اولین ورق این مجموعه مربوط به روزهای بعد از کشته شدن میرزا علی‌اصغرخان اتابک اعظم است: 

بسم ﷲ الرحمن الرحیم ــ پروردگارا اگر من عجالتاً با همین وضعی که دارم در سلطنت و پادشاهی بمانم و صبر کنم و تحمل نمایم عاقبت برای من خوب است و نتیجهٔ خیر خواهد داد که استخاره خوب بیاید والّا فلا یا دلیلَ المتحیرین یااﷲ... محمدعلی

جواب سطر اول: علی کل شیء قدیر و ابتدای آیهٔ ذلک بان اﷲ و هو الحقّ و ان یُحیِی المَوتی و انه. سطر دوم: بنظر بنده بسیار خوب آمد.
بسم اﷲ الرحمن الرحیم ــ پروردگارا اگر من امشب توپ به در مجلس بفرستم و فردا با قوهٔ جبریه مردم را اِسکات نمایم خوب است و صلاح است استخاره خوب بیاید والّا فلا یا دلیلَ المتحیرین یااﷲ.

جواب: قل لا تخافا اننی معکما اسمع و اری فاْتیاه فقولا له انا رسولا ربک فارسل معنا بنی‌اسرائیل: حکم خداوندی به موسی و هارون شد بروید نزد فرعون و بگویید ما فرستادهٔ خدا هستیم به‌سوی تو، سابق آیه هم می‌فرماید نترسید ما با شما هستیم… این کار باید اقدام بشود غلبه قطعی است اگرچه در اول زحمت داشته باشد.

بسم ﷲ الرحمن الرحیم ــ پروردگارا اگر حکم تبعید میرزا علی ثقةالاسلام را از تبریز بدهم صلاح است استخاره خوب بیاید والّا فلا یا دلیلَ المتحیرین… محمدعلی

جواب: اﷲ الذی خلکم ثمّ رزقکم ثمّ یُمیتُکم ثمّ یُحییکم هل من شرکائکم من یفعل من ذلکم. بسیار خوب است لیکن زمان را چهار قسم است هرگاه فرض کنیم قسمت اول و دوم در نهایت خوبی‌ست و قسمت سوم یک قدری خمود در کار دیده می‌شود. قسمت چهارم در نهایت خوبی است. پس ازهرجهت خوب است ان شاء اﷲ الرحمن.

بسم اﷲ الرحمن الرحیم ــ پروردگارا اگر در ۱۷ ربیع‌الاول سلطان احمد را ختنه بکنند صلاح است و خوب است استخاره خوب بیاید و اگر صلاح نیست استخاره بد بیاید… محمدعلی

جواب: فساهم فکان من المحصنین، بد است پشیمانی دارد وقت دیگر اقدام شود انسب است.